# Tropon
Tropon ist eine carbocyclische Verbindung. Es besitzt ein hohes Dipolmoment (14,3 · 10−30 C·m) und außergewöhnliche chemische und spektroskopische Eigenschaften, so geht es unter anderem nicht die für Ketone typischen Reaktionen ein. Tropon kann auch als Tropyliumoxid (rechte Formel) aufgefasst werden:
Das mesomeriestabilisierte Tropyliumoxid bildet einen eben gebauten Siebenring mit sechs π-Elektronen, der die Hückel-Regel erfüllt, also ein Aromat ist.

## Synthese
Die Umsetzung von Brombenzol mit Diazomethan im UV-Licht liefert Bromtropiliden, das durch Bromierung und anschließende Bromwasserstoff-Abspaltung Bromtropyliumbromid liefert. Dessen Hydrolyse führt zu Tropon.